# حصرم الجنة
حصرم الجنة هي رواية للكاتب الفلسطيني عاطف أبو سيف صدرت عام 2003، عن المؤسسة الفلسطينية للإرشاد القومي في رام الله، تقع في 207 صفحة. تدور أحداث الرواية حول حياة الفلسطينيين في قطاع غزة وتركز على القضايا السياسية والاجتماعية من خلال قصص الناس وتجاربهم اليومية.

## زمن ومكان الرواية
تدور أحداث الرواية في مخيم جباليا في قطاع غزة المكان الذي يعيش فيه البطل، وتظهر يافا في الرواية كرمز للنكبة والمكان الذي هاجر منه، تمتد الرواية زمنياً بين الماضي والحاضر حيث تنتقل بين ذكريات النكبة والواقع الذي يعيشه في مخيمات اللجوء في ظل الاحتلال والحصار، وصولاً إلى مفاوضات أوسلو عام 1993.

## ملخص الرواية
تتناول الرواية الحياة اليومية للمواطن الفلسطيني في ظل الحصار الإسرائيلي من خلال قصة طفل فلسطيني يعيش في مخيم جباليا، تتنقل الرواية بين 29 فصلًا، لكل فصل عنوان وموضوع مختلف، يناقش تجربة الحياة داخل المخيم، حيث يحكي بطل الرواية عن النكبة وتهجير الفلسطينيين من يافا، من خلال قصص والدته وجده وأبو درويش وغيرهم من الكبار الذين شهدوا التهجير.، ويتحسر على هجرة الأهل وتشتتهم فهاجر جميع أخوة أبيه والأعمام ليعيشوا في الخارج ولا يستطيعون حضور العرس لأخيهم، ويبرز في الرواية طوق الشباب الفلسطيني للهجرة حيث أن الشخصيات بمن في ذلك البطل يحلمون بالخروج من غزة إلى مكان اخر بعيداً عن الاحتلال، وبرز الصراع الداخلي بين الحنين إلى يافا والواقع القاسي في غزة.